# جيوفاني ميسي
جيوفاني ميسي (بالإيطالية: Giovanni Messe؛ 10 ديسمبر 1883 - 19 ديسمبر 1968)، جنرال وسياسي إيطالي حمل رتبة مارشال إيطاليا (Maresciallo d'Italia)، أُعتبر من وجهة نظر العديدين أحد أبرع القادة العسكريين الإيطاليين خلال الحرب العالمية الثانية.

## حياته العسكرية
وُلد جيوفاني في بلدية ميسانيي التابعة لمقاطعة برينديزي بمنطقة بوليا بمملكة إيطاليا في 10 ديسمبر 1883 وبدأ حياته العسكرية عام 1901 حيث شارك في الحرب العثمانية الإيطالية عام 1911، كما شارك بفاعلية خلال الحرب العالمية الأولى عن طريق تكوين وتدريب قوات الأرديتي (Arditi) وهي فرقة من قوات المشاة عالية الكفائة والتدريب، بعدها حمل رتبة رائد ليقود فوج المظليين الهجومي التاسع والذي حارب في منطقة مونتى غرابا (Monte Grappa)، ومع تميزه في القتال خلال ما شارك فيه من معارك شغل جيوفاني منصب ياور الملك فيكتور عمانويل الثالث، وظل في منصبه هذا طوال الفترة من عام 1923 وحتى عام 1927 ومنذ هذا التاريخ حتى عام 1935 تولى جيوفاني قيادة إحدى وحدات البيرساغلييري (Bersaglieri) حاملا رتبة عقيد.

### الحبشة
مع حلول سبتمبر 1935 تقلّد ميسي رتبة عميد وتولى قيادة لواء مميكن في فيرونا بعد قيادته الناجحة لوحدته أثناء الحرب الإيطالية الإثيوبية الثانية تلقى بعدها رتبة لواء وعُيّن قائدا لفرقة مدرعة.

### الحرب العالمية الثانية
بحلول إبريل 1939 وفي أعقاب الغزو الإيطالي لألبانيا عُيّن ميسي تحت إمرة أوبالدو سودو الحاكم العام لألبانيا.

#### اليونان
مع اندلاع الحرب اليونانية الإيطالية نهاية عام 1940 تولى ميسي قيادة أحد الفيالق الإيطالية المحاربة وتمكن من تحقيق انتصارات على حساب القوات اليونانية بقيادة ألكسندر باباغوس وقبيل انقضاء فصل الشتاء، إضطرت القوات الإيطالية إلى اتخاذ مواقع دفاعية بعدما شنت القوات اليونانية هجوما مضادا تمكنت خلاله من التوغل داخل الأراضي الألبانية الواقعة تحت السيادة الإيطالية، حتى حسم تدخل القوات النازية معركة اليونان لمصلحة دول المحور في إبريل 1941.

#### الاتحاد السوفيتي
على الرغم من إمكانات ميسي في إدارة الحرب المدرعة والتي كانت كافية بمنحه قيادة قوات الحلفاء في شمال أفريقيا بجوار إرفين رومل إلا أنه أختير لقيادة قوات الاستطلاع الإيطالية في روسيا (Corpo di Spedizione Italiano in Russia، المعروفة اختصارا باسم CSIR) والتي تكونت من وحدة مشاة متحركة بجانب وحدة فرسان حاربتا بجانب القوات الإيطالية خلال معارك غزو قوات المحور للاتحاد السوفيتي أثناء عملية بارباروسا، في البداية بلغت أعداد القوات الإيطالية جنوب روسيا قرابة الستين ألف فرد، ولم تنل هذه القوات رضى ميسي مطلقا خاصة مع يقينه التام بعدم قابلية تلك القوات على تحمّل الظروف القاسية على الجبهة الروسية، ومع قدوم يوليو 1942 حلّ الجيش الإيطالي في روسيا (Armata Italiana in Russia، المعروف اختصارا باسم ARMIR) محل قوات الاستطلاع الإيطالية في روسيا وبالتالي تم استبدال ميسي بالجنرال إيتالو غاريبولدي ومن ثم ترك ميسي روسيا في 1 نوفمبر 1942؛ وعلى الرغم من تنامي عدد القوات الإيطالية في روسيا والذي وصل تعدادها حتى مائتي ألف فرد قاتلوا بشراسة في أعقاب هزيمة ألمانيا في معركة ستالينغراد إلا أنها تعرضت لخسائر فادحة في الأفراد خلال عملية زحل الصغير (بالروسية: Малый Сатурн) على أطراف ستالينغراد أثناء محاولاتها لمهاجمة القوات السوفيتية.

#### تونس
عُيّن ميسي قائدا لجيش الدبابات الإيطالي الألماني (بالألمانية: Deutsch-Italienische Panzerarmee) والذي كان تحت قيادة إرفين رومل من قبل وأُطلق عليه بعدها اسم جيش الدبابات الإيطالي الأول وذلك بسبب هيكله التكويني الذي ضم ثلاث فيالق دبابات إيطالية مقابل فيلق دبابات ألماني واحد، في حين تمت ترقية إرفين رومل لقيادة مجموعة جيوش أفريقيا (بالألمانية: Heeresgruppe Afrika)، واتخذ ميسي مواقف دفاعية لصد تقدم القوات الأمريكية والبريطانية وحقق انتصارا تكتيكيا عند خط مارث وإن لم تمنع إعاقته التكتيكية لتقدم قوات الحلفاء هزيمة قوات المحور في شمال أفريقيا.
وبحلول 12 مايو 1943 حصل ميسي على رتبة مارشال إيطاليا (Maresciallo d'Italia)، وبعد انهيار الجيش الخامس بانزر الألماني وسقوط تونس وهزيمة الجيش الأول الإيطالي في 13 مايو 1943، استمر ميسي في الدفاع عند مدينة النفيضة حتى استسلامه لقوات الحلفاء في وقت لاحق.

#### بعد الهدنة
كان لتوجه ميسي السياسي المدافع عن الملكية سببا في بقائه في الخدمة العسكرية بعد توقيع الهدنة بين إيطاليا و قوات الحلفاء في سبتمبر 1943، وتم تعيينه رئيس أركان الجيش الإيطالي الحليف (Esercito Cobelligerante Italiano) المكوّن من الوحدات الموالية للملك فيكتور عمانويل والذي ضم أغلب أسرى الحرب الإيطاليين بعدما تم تسليحهم من قِبل قوات الحلفاء واستمر في منصبه حتى نهاية الحرب بعدها اعتزل الحياة العسكرية عام 1947 بعد قضاء 46 عاما في الخدمة العسكرية.

## سنواته الأخيرة
ظلّت حياة ميسي حافلة بالأحداث حتى بعد نهاية الحرب العالمية الثانية، حيث كرّس أولى سنواته بعد اعتزاله الحياة العسكرية في تأليف كتابه Come finì la guerra in Africa. La Prima Armata italiana in Tunisia أو (كيف انتهت الحرب في أفريقيا، الجيش الأول الإيطالي في تونس) والذي ضم تجاربه خلال حملة تونس على مسرح العمليات الأفريقي.
ولم تخفت شهرته بتخليه عن الحياة العسكرية، حيث انتخب في الفترة ما بين عامي 1953 و1955 عضوا بمجلس الشيوخ بالبرلمان الإيطالي، كما أُعيد انتخابه عام 1963 عضوا بمجلس النواب، كما عُين رئيسا لجمعية المحاربين القدماء الإيطالية وهو المنصب الذي ظل محتفظا به حتى وفاته.
وتوفي ميسي في 18 ديسمبر 1968 عن عمر يناهز 85 عاما عُرف خلالها كضابط شريف وأحد أفضل القادة العسكريين الإيطاليين خلال الحرب العالمية الثانية، كما تم تصوير حياته كاملة من خلال كتاب للمؤرخ الإيطالي لويغي أرجنتييري حمل عنوان Messe - soggetto di un'altra storia أو (ميسي - رجل من زمن أخر) والذي صدر عام 1997.

## روابط خارجية
- جيوفاني ميسي على موقع مونزينجر (الألمانية)

## مطبوعات
- Marcello Ignone, "Giovanni Messe. L'uomo, il soldato", Editrice Alfeo, Brindisi 1992
- AA. VV., Il Maresciallo d'Italia Giovanni Messe. Guerra, Forze Armate e politica nell'Italia del Novecento, Congedo, 2003, ISBN 88-8086-508-0
- Giovanni Messe, La guerra al fronte russo, Mursia, 2005, ISBN 88-425-3348-3
- Giovanni Messe, La mia armata in Tunisia. Come finì la guerra in Africa, Mursia, 2004, ISBN 88-425-3256-8
- Luigi Argentieri, Messe - Soggetto di un'altra storia, Burgo Editore, Bergamo, 1997
- Luigi Emilio Longo, Giovanni Messe - L'ultimo Maresciallo d'Italia Imago Media per lo Stato Maggiore dell'Esercito, Ufficio Storico, 2006

| مناصب عسكرية          | مناصب عسكرية                                                   | مناصب عسكرية          |
| --------------------- | -------------------------------------------------------------- | --------------------- |
| سبقه إيتوري باستيكو   | رئيس أركان شمال أفريقيا الإيطالية 2 فبراير 1943 - 13 مايو 1943 | تبعه لا أحد           |
| سبقه إيتوري باستيكو   | الحاكم العام لليبيا الإيطالية 2 فبراير 1943 - 4 فبراير 1943    | تبعه لا أحد           |
| سبقه فيتوريو أمبروزيو | رئيس أركان قوات الدفاع 19 نوفمبر 1943 - 1 مايو 1945            | تبعه كلاوديو تريتزاني |